# 灰色文獻
灰色文獻（Grey Literature）介於正式發行的白色文獻，與不公開出版並深具隱密性的黑色文獻之間，雖已出版但難依一般方式購得。

## 定義
目前對灰色文獻的定義多取1997年舉行的「第三次國際灰色文獻會議」中所提出「係指不經營利出版者控制，而由各級政府、學術單位、工商業界所產製的各類印刷與電子形式的資料。」

## 範圍
楊雅勛(民89)整理灰色文獻有以下幾類：
- 報告(含預印本、會議預印資料與報告、技術報告等)
- 博碩士論文集
- 會議論文集
- 技術規範與標準
- 非商業性翻譯、書目、技術與商業文件
- 非商業出版的官方文件(含政府報告與文件)

## 特色
徐濟世，惠龍(民92)統合灰色文獻具備下述特色：
- 生命週期短暫。
- 雖然發行但未經一般銷售管道，多屬非賣品。
- 發行數量有限。
- 有特殊限定的使用者。
- 出版消息難以取得。
- 書目資料不完整。
- 常為非賣品。

## 新發展
隨著網際網路的發達，灰色文獻有逐漸轉白的現象。許多組織與個人將過去的灰色文獻放置於網路平台上，供民眾自由全文閱覽。